# Tenango de Arista
Tenango de Arista är en kommunhuvudort i Mexiko.   Den ligger i kommunen Tenango del Valle och delstaten Mexiko, i den sydöstra delen av landet, 60 km sydväst om huvudstaden Mexico City. Tenango de Arista ligger 2 610 meter över havet och antalet invånare är 20 969.
Terrängen runt Tenango de Arista är kuperad åt sydväst, men åt nordost är den platt. Runt Tenango de Arista är det tätbefolkat, med 397 invånare per kvadratkilometer. Närmaste större samhälle är Metepec, 17,2 km norr om Tenango de Arista. I omgivningarna runt Tenango de Arista växer huvudsakligen savannskog.